# Gil González Dávila
|  | Per a altres significats, vegeu «Gil González Dávila (cronista)». |

Gil González Dávila (Àvila, 1480 - Àvila, 21 d'abril de 1526) fou un conquistador espanyol, el primer a arribar als actuals territoris de Costa Rica, Nicaragua i Hondures.
Criat de l'influent Juan Rodríguez de Fonseca, el 1508 va rebre una comissió real per examinar els comptes i registres d'impostos de propietats. El 1511 aconseguí el càrrec de comptador de l'Hispaniola, en substitució de Cristóbal de Cuéllar. La seva posició li va permetre convertir-se en un propietari de terres i ben aviat tenia una finca amb més de 200 esclaus indis.
El 1518 va presentar un informe al rei Carles V, molt crític amb la gestió colonial de l'Hispaniola. A Àvila es trobà amb Andrés Niño, un expert pilot que buscava suport per fer una exploració per la costa del Pacífic. Amb els seus contactes van obtenir l'aprovació de l'empresa per part del rei Carles i planificaren una expedició, amb González com a capità, Niño com a pilot, i Andrés de Cereceda com a tresorer.

## Conquesta de Nicaragua
Immediatament va partir cap a les Índies, cap a Acla, Panamà, on arribaren el gener de 1520. Allà González va presentar la comissió real al governador de Panamà, que l'autoritzava a examinar els registres d'impostos de la colònia de Panamà i preparar l'expedició per explorar la costa del Pacífic d'Amèrica Central. El governador, Pedro Arias Dávila, va bloquejar la investigació dels impostos i va dificultar els esforços de González per aconseguir naus, subministraments i homes per a l'expedició. Davant això González i Niño va iniciar la construcció de quatre bergantins a Terarequi, a l'Arxipèlag de les Perles, al Golf de Panamà.
El 21 de gener de 1522 l'expedició va sortir de Terarequi recorrent la costa del Pacífic de les actuals Costa Rica i Nicaragua i visitant els dominis de nombrosos caps amerindis. Niño buscà un pas que connectés el Pacífic amb l'Atlàntic, descobrint i prenent possessió de la badia de Corint i el golf de Fonseca, batejat en honor del bisbe Fonseca. González va explorar fèrtils valls, descobrint els llacs que posteriorment serien anomenats de Nicaragua i Managua. Retornà al Panamà el juny de 1523 amb un botí considerable.

## La conquesta d'Hondures
El governador Pedro Arias va veure una oportunitat per a ell a Nicaragua, i va intentar aconseguir-ne el control. Primer intentà capturar González, però aquest aconseguí escapar fins a Santa Domingo, des d'on emprà la seva fortuna per equipar una expedició que tornés a Nicaragua.
A primers de 1524 González va navegar cap a Nicaragua, però una tempesta el va dur a la costa d'Hondures. Després va navegar cap a l'oest, fins a la Badia de Amatique i el Riu Dulce, on fundà San Gil de Buenavista. L'estiu de 1524 González inicià la seva marxa cap a Nicaragua, però de camí s'assabentà que havia estat envaït per un exèrcit enviat per Pedro Arias des del sud.
El maig de 1524 Cristóbal de Olid arribà a Hondures amb un exèrcit amb ordres d'Hernán Cortés per establir-hi una colònia, però poc després de la fundació de la vila de Triunfo de la Cruz es declarà en rebeldia. El 1524 Cortés hi envià Francisco de las Casas, però Olid el va retenir, així com a González. Foren els homes d'Olid els que alliberaren els presoners. Olid fou jutjat i sentenciat a mort.

## Epíleg
Las Casas i González van unir les seves forces, declarant la seva lleialtat a Cortés i anant fins a Mèxic. Allà es van trobar manant a Salazar de la Pedrada, al qual es negaren reconèixer. De resultes foren detinguts, acusats de l'assassinat d'Olid i enviats presos cap a la Península.
Morí a Àvila el 21 d'abril de 1526.